# جراوره
جراوره (به ایتالیایی: Gravere) یک کومونه در ایتالیا است که در استان تورین واقع شده‌است.

## خصوصیات
جراوره ۱۸٫۷ کیلومترمربع مساحت و ۷۲۸ نفر جمعیت دارد و ۸۲۱ متر بالاتر از سطح دریا واقع شده‌است.